# Oblężenie Paryża przez wikingów

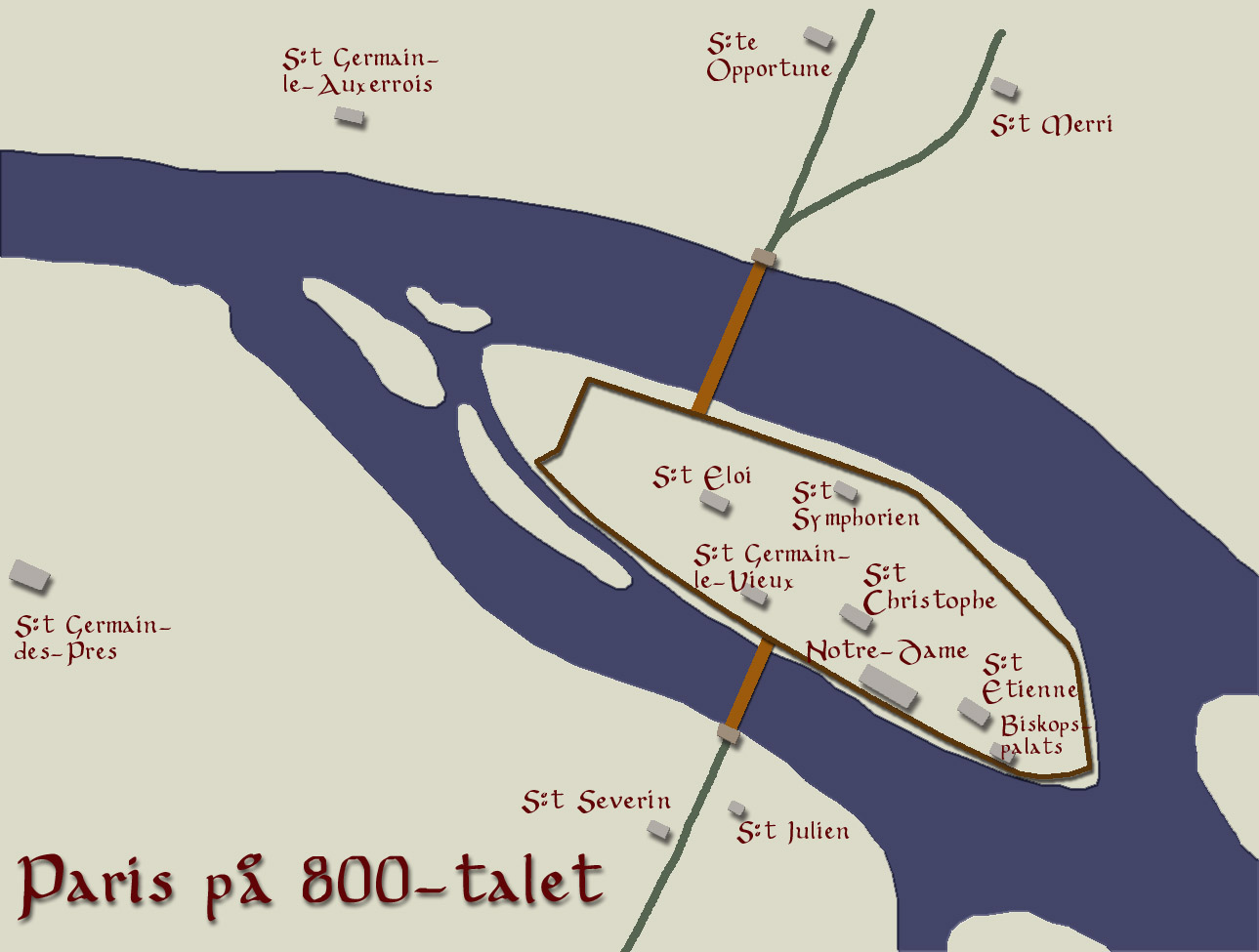
Paryż w IX wieku

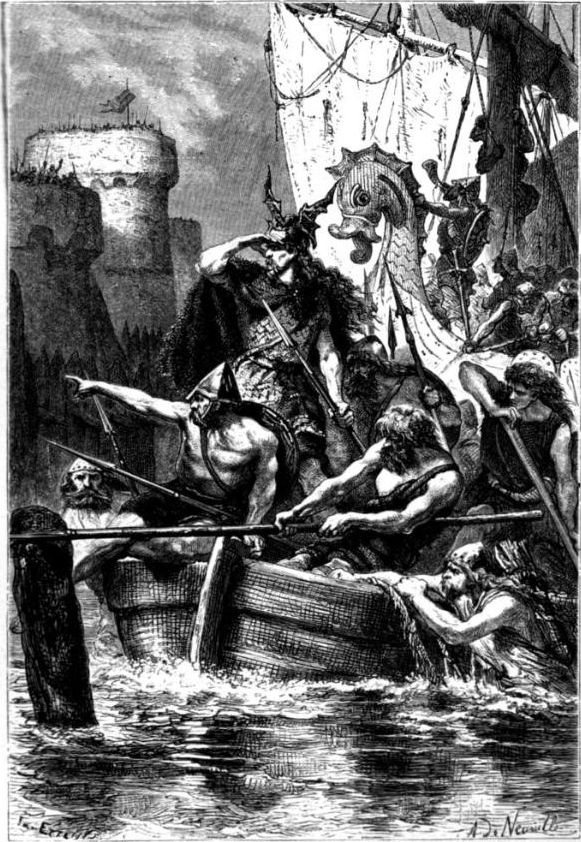
Próba natarcia wikingów na mury Paryża

Oblężenie Paryża – oblężenie miasta przez duńskich wikingów, które miało miejsce w okresie od 25 listopada 885 do października 886. Oblężenie zakończyło się po zapłaceniu najeźdźcom trybutu przez króla Franków Karola III Otyłego.

## Wprowadzenie
Pod koniec VIII stulecia Europa Zachodnia i Środkowa stały się celem ataków rabunkowych wikingów. W roku 793 splądrowali oni klasztor Lindisfarne na angielskim wybrzeżu, a następnie skierowali się ku ziemiom państwa Franków.
Po śmierci Karola Wielkiego w roku 814 w Królestwie Franków doszło kilkakrotnie do podziałów wewnętrznych co skutkowało osłabieniem państwa w obliczu zagrożeń z zewnątrz. Sytuację wykorzystali duńscy wikingowie, organizując od połowy IX stulecia liczne wyprawy rabunkowe na tereny Królestwa Franków. W przeciwieństwie do Norwegów i Szwedów, Duńczycy wysyłali liczne floty wojenne, na których znajdowało się wielu doświadczonych wojowników. Organizowane co roku wyprawy rabunkowe ku wybrzeżom Francji zaowocowały splądrowaniem terenów u ujścia Loary oraz Sekwany i wtargnięciem w głąb kraju.
W roku 845 celem Duńczyków stał się Paryż, samo miasto ominęły jednakże cięższe walki. Hrabia Robert Mocny z rodu Robertynów nakazał rozbudowę umocnień Paryża, przepędzając nawet kilkakrotnie wikingów ze swojego terytorium. Mimo że cesarz wschodnio–frankijski Karol III do roku 885 zjednoczył większość ziem Królestwa, a Frankowie urośli w siłę, jednak nie zniechęciło to Duńczyków od dalszych najazdów. W roku 885 wielka armia duńska wtargnęła w okolice ujścia Sekwany, żądając od Karola III wysokiego trybutu. Po odrzuceniu żądań przez władcę, wikingowie ruszyli na Paryż.

### Sytuacja w regionie
Flota wikingów licząca 700 statków popłynęła w górę Sekwany i 25 listopada pojawiła się w pobliżu Paryża. Siły duńskie liczyły 30 000 ludzi dowodzonych przez Zygfryda i Rolfa.
Połączenie z lądem stałym zapewniały miastu dwa mosty (kamienny na północy – obecnie Pont Notre-Dame, oraz drewniany na południu – Petit Pont) na końcu których stanęły wieże obronne. Paryż otoczony był także wysokim murem obronnym. Po dotarciu wikingów w okolice Paryża, w mieście znajdowało się zaledwie 200 rycerzy z pewną liczbą giermków. Na czele obrońców stanął Odon, starszy z synów Roberta Mocnego, od roku 882 hrabiego Paryża. Wsparcia Odonowi udzielił biskup Gozlin. W chwili rozpoczęcia oblężenia Karol III znajdował się w Italii, dzięki czemu wikingowie nie byli zagrożeni nadejściem szybkiej odsieczy. W tej sytuacji Zygfryd rozpoczął pertraktacje z obrońcami, żądając wysokiego trybutu. Odon odrzucił jednakże żądania wikingów, co zapoczątkowało walki o Paryż.

## Oblężenie

### Początek walk (listopad 885)
26 listopada, po zamknięciu pierścienia oblężenia, wikingowie rozpoczęli ostrzał miasta, korzystając m.in. z miotającej kamienie katapulty, a następnie przypuścili szturm. Obrońcy miasta odparli wikingów, wylewając na nich z murów wrzący olej. Ciężkie walki toczyły się o jedną z wież obronnych usytuowaną na krańcu mostu północnego, gdzie w nocy 27 listopada atakujący zdobyli jedną z kondygnacji.
W kolejnych atakach Duńczycy próbowali wieżę podkopywać, stosowali też tarany. W tych gwałtownych walkach udział po stronie oblężonych brał biskup Gozlin. Jako że wszystkie ataki zakończyły się niepowodzeniem, Duńczycy oszańcowali się wokół miasta, wysyłając część armii do łupienia okolic Paryża.

### Walki w roku 886
Pod koniec stycznia wikingowie ponowili ataki na miasto. Podpalili między innymi trzy własne okręty, puszczając je w kierunku południowego drewnianego mostu, ale jednostki zatonęły, zanim jeszcze dotarły do celu. Wikingom z pomocą przyszła jednak pogoda. 6 lutego na skutek silnej ulewy Sekwana wystąpiła z brzegów, niszcząc całkowicie mocno uszkodzony walkami drewniany most. Tym samym wieża obronna znajdująca się na jego skraju została odcięta od miasta.
Po utracie mostu hrabia Odon wysłał do Karola III posłańca z prośbą o pomoc. Wkrótce dowódca armii Karola – Henryk – na czele niewielkiej armii posiłkowej skierował się ku Paryżowi. Wieść o tym spowodowała upadek morale oblegających. W połowie kwietnia Zygfryd na czele swoich oddziałów zwinął oblężenie, jednak udało mu się wynegocjować od hrabiego Odona trybut w wysokości 30 kilogramów srebra.
Na miejscu pozostał Rolf i jego wojska, które były zdecydowane kontynuować oblężenie. W kwietniu w mieście wybuchła zaraza, której ofiarą padł m.in. biskup Gozlin. Sytuacja obrońców stała się krytyczna. Niepostrzeżenie z miasta wydostał się wówczas hrabia Odon, który wyruszył naprzeciwko nadciągającej armii Karola III. Dzięki wsparciu rycerstwa hrabiemu udało się przerwać duński kordon i powrócić bezpiecznie do Paryża. W drodze do miasta poległ jednak dowódca Karola, Henryk, a pochód cesarza opóźniał się. Wykorzystał to Rolf, który przypuścił ostatni wielki atak na miasto. I tym razem obrońcy odparli szturm.

### Zakończenie oblężenia
W październiku 886 pod miastem pojawiły się długo oczekiwane siły Karola III, które odcięły Duńczykom drogi odwrotu. Zamiast jednak zaatakować wikingów, cesarz rozpoczął pertraktacje z Rolfem. W negocjacjach Karol III zobowiązał się do wypłacenia mu sumy, której nie był w stanie zapłacić Duńczykom hrabia Odon. Zagwarantował też wikingom swobodny odwrót Sekwaną, obiecując trybut w wysokości 350 kg srebra. Tymczasem Odon odmówił wikingom zgody na powrót Sekwaną, co zmusiło ich do przetransportowania łodzi lądem do Marny, skąd popłynęli w kierunku Burgundii, którą splądrowali.
Było to na rękę Karolowi III, bowiem wcześniej Burgundczycy sprzeciwili się przeciwko jego panowaniu. Innego zdania byli paryżanie, którzy działania władcy uznali za zdradę i tchórzostwo.

## Podsumowanie
Sława Karola III Otyłego została poważnie nadwątlona. W roku 887 Arnulf z Karyntii zmusił władcę do abdykacji i opuszczenia kraju, przejmując koronę władcy wschodniego królestwa. W roku 888 królem zachodniego królestwa mianowano hrabiego Odona. Pod rządami króla z dynastii Robertynów, Paryż odzyskał ponownie znaczenie polityczne w Europie.
Po nieudanym oblężeniu Paryża, Duńczycy w niewielkim już stopniu kontynuowali wyprawy rabunkowe na ziemie Królestwa Franków. Ostatnia wyprawa miała miejsce w roku 911, w którym to zostali pokonani przez Karola III Prostaka i zmuszeni zostali do przyjęcia wiary chrześcijańskiej. Rok później Rolf będący wasalem króla zachodniofrankońskiego przyjął tytuł księcia.